# بانونيا (مقاطعة رومانية)

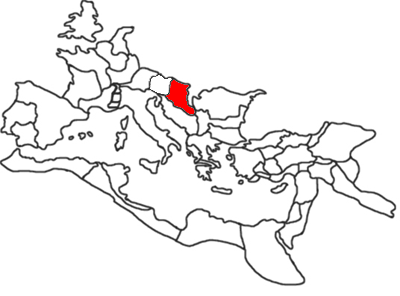
موقع بانونيا

بانونيا هي مقاطعة قديمة من الإمبراطورية الرومانية يحدها من الشمال والشرق نهر الدانوب ومن الغرب نوريكوم وإيطاليا العليا، وجنوبًا دالماسيا ومويزيا العليا. تقع بانونيا على أراضي غرب المجر في الوقت الحاضر والنمسا الشرقية وشمال كرواتيا وشمال غربي صربيا وسلوفينيا وسلوفاكيا الغربية وشمال البوسنة والهرسك.
كان سكانها الأصليون يعرفون بـ «بانوني» (باللاتينية: Pannonii)، وسماهم اليونانيون بايوني Paeonii أحيانا، ومن المحتمل أنهم كانوا من العرق الإليري.

## التاريخ

### قبل الحكم الروماني
تم غزوها من قبل عدة قبائل كلتية منذ القرن الرابع قبل الميلاد، ومن المحتمل أنهم من بقوا من أتباع برينوس، زعيم قبائل كارني وسكورديسكي وتاوريسكي. لم يسجل الكثير عن بانونيا حتى عام 35 قبل الميلاد، عندما قام السكان بحمل السلاح لمساندة الدالماسيين، وهاجمهم أغسطس الذي فتح واحتل سيسكيا (سيساك).

### الحكم الروماني
لم يتم إخضاع الإقليم نهائيا حتى العام 9 قبل الميلاد، عندما تم دمجه مع إليريا، وبهذا امتدت الحدود حتى الدانوب. في عام 7 ميلادي تمرد البانونيون مع الدالماسيين وقبائل إليرية أخرى، وتغلب عليها تيبريوس وجرمانيكوس، بعد حملة صعبة دامت لسنتين. وفي عام 10 ميلادي تم تنظيم بانونيا لتكون محافظة منفصلة - وطبقا لأوغست فيلهلم زومبت (الدراسات الرومانية Studia romana)، فلم يتم الأمر حتى سنة 20 ميلادي؛ على الأقل، عندما تمردت ثلاثة من الفيالق المتمركزة هناك بعد موت أغسطس (14 ميلادي)، ويتكلم تاكيتوس في الحوليات عن يونيوس بلايسوس كمندوب عن بانونيا وقائد الفيالق. استوجب وجود القبائل البربرية الخطرة (كوادي، ماركومانيون) وجود عدد كبير من القوات (سبعة فيالق في الأزمنة التالية)، وبناء قلاع عديدة على ضفاف الدانوب. في زمن ما بين السنوات 102 و107، في نهاية الحروب الداقية الأولى والثانية، قسم تراجان المحافظة إلى بانونيا العليا في الغرب، وبانونيا السفلى في الشرق. طبقا لبطليموس، فقد فصلت هذه التقسيمات بخط رسم من أرابونا (راب) في الشمال إلى سيرفيتيوم (غراديشكا) في الجنوب؛ ووضع الحد لاحقا على نحو إضافي إلى الشرق. ودعيت المنطقة بأكملها أحيانا باسم بانونياي (بالجمع).
كانت بانونيا العليا تحت حكم مندوب قنصلي، الذي أدار المحافظة الوحيدة سابقا، وكانت تحت سيطرته ثلاثة فيالق؛ أما بانونيا السفلى فقد كانت في بادئ الأمر تحت حكم مندوب بريتوري مع فيلق وحيد كحامية، وأصبحت بعد حكم ماركوس أوريليوس تحت حكم مندوب قنصلي، لكنها ظلت تملك فيلقا واحدا فقط. وتمت حماية الحدود على الدانوب بتأسيس المستعمرتين أيليا مورسيا (أوسييك) وأيليا أكوينكوم (وهي بودا الحديثة) من قبل هادريان.
وخلال حكم ديوكلتيانوس، تم تقسيم الإقليم لأربعة أقسام. قسمت بانونيا السفلى إلى (1) فاليريا (التي سميت على ابنة ديوكلتيانوس وزوجة غاليريوس)، وتمتد على طول الدانوب من ألتينوم (موهاتش) إلى بريغيتيو (سوني)، و (2) بانونيا سيكوندا (الثانية)، وتقع حول سيرميوم (ميتروفيتز) في ملتقى وديان سافي ودرافي والدانوب. وقسمت بانونيا العليا إلى (3) بانونيا بريما (الأولى) في الشمال، و (4) سافيا (وتسمى أيضا بانونيا ريبارينسيس) في الجزء الجنوبي. وكانت فاليريا وبانونيا بريما تحت حكم قائد حامية praeses وقائد dux؛ كانت بانونيا سيكوندا تحت حكم قنصل consularis وقائد؛ أما سافيا فكانت تحت حكم قائد، ولاحقا وضعت تحت حكم مصلح corrector.

### بعد الحكم الروماني
تركت بانونيا إلى قبائل الهون من قبل الإمبراطور ثيودوسيوس الثاني في منتصف القرن الخامس وخلال عصر الهجرات وسقوط الإمبراطورية الرومانية الغربية، وبعد موت أتيلا انتقل حكمها إلى أيدي القوط الشرقيين، واللانوغوبارديين (اللومبارديين) والأفاريين على التوالي.

## شعب بانونيا
وصف سكان بانونيا بأنهم شجعان ومحاربون، لكنهم كانوا قساة وغادرين. وفيما عدا المناطق الجبلية، فقد كانت إنتاجية البلاد عالية للغاية، خصوصا بعد إزالة الغابات العظيمة من قبل بروبوس وغاليريوس. قبل ذلك الوقت كان الخشب أحد أهم صادرات الإقليم. وأهم منتجاتها الزراعية كانت الشوفان والشعير، وخمر منها السكان نوع من البيرة سموه سابايا sabaea. لم تزرع الكروم وأشجار الزيتون كثيرا، وقد أدخلت الأولى أولا في حي سيرميوم من قبل بروبوس. الساليونكا (أو الناردين بالكلتية) كان محصولا معروفا كما في نوريكوم. كانت بانونيا مشهورة أيضا بسلالة كلاب الصيد التي تعيش بها. بالرغم من أن القدماء لم يضعوا ملاحظات عن ثرواتها المعدنية، فهناك احتمال بأنها احتوت مناجم للحديد والفضة. أنهارها الرئيسية هي درافوس (درافا)، سافوس (سافا)، وأرابو (راب)، بالأضافة إلى دانوفيوس (أو الدانوب)، الذي تصب فيه الأنهار الثلاثة الأولى.

## مدن بانونيا
شملت المستوطنات المحلية أقاليما واحتوت عددا من القرى، أغلبية البلدات الكبيرة كانت من أصل روماني. في بانونيا العليا كانت توجد فيندوبونا (فيينا)، ومن المحتمل أن فسبسيان هو من أسسها؛ كارنونتوم (بترونيل)؛ أرابونا (غيور) وهي محطة عسكرية كبيرة؛ بريغيتيو؛ سافاريا أو ساباريا (شتاين أم أنغر)، والتي أسسها كلاوديوس، وكان سكنا لعدد من الأباطرة اللاحقين، وكانت عاصمة بانونيا بريما؛ بويتوفيو (بيتاو)؛ وسيسكيا وهي مكان كانت له أهمية كبيرة حتى نهاية الإمبراطورية؛ وإيمونا (لايباخ) وخصصت لاحقا إلى إقليم إيطاليا؛ ناوبورتوس (أوبر لايباخ). في بانونيا السفلى كانت هناك مدينة سيمنيوم، والتي ذكرت أول مرة سنة 6 ميلادي، وهي أيضا كانت سكنا لعدد من الأباطرة اللاحقين؛ سوبياناي (فونفكيرشن)، وكانت مركز قائد حامية فاليريا، وكانت مركز التقاء خمسة طرق؛ أكوينكوم، التي كانت مركز حاكم بانونيا فاليريا ومركز الفيلق الثاني الملحق.

## معرض صور

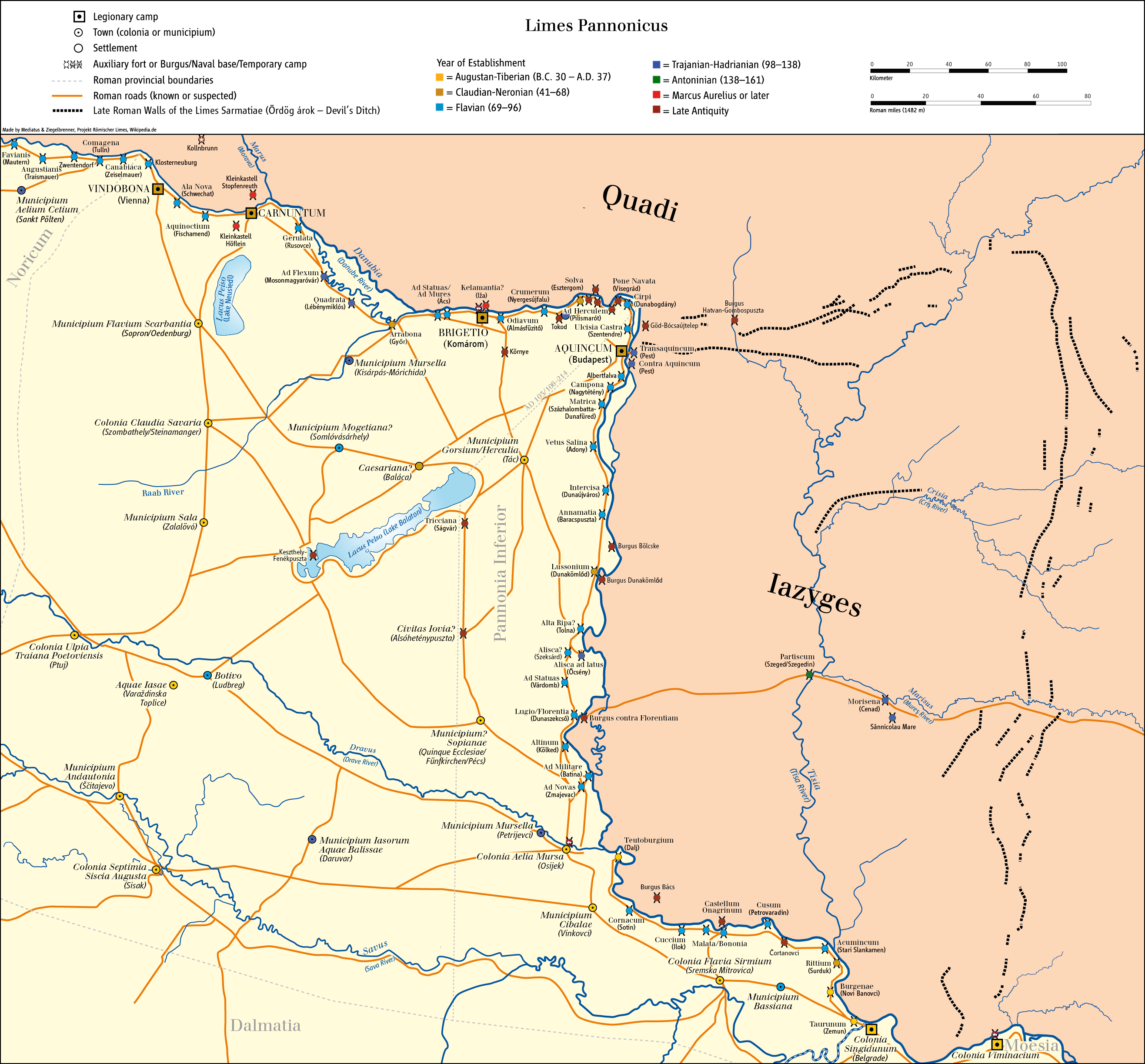
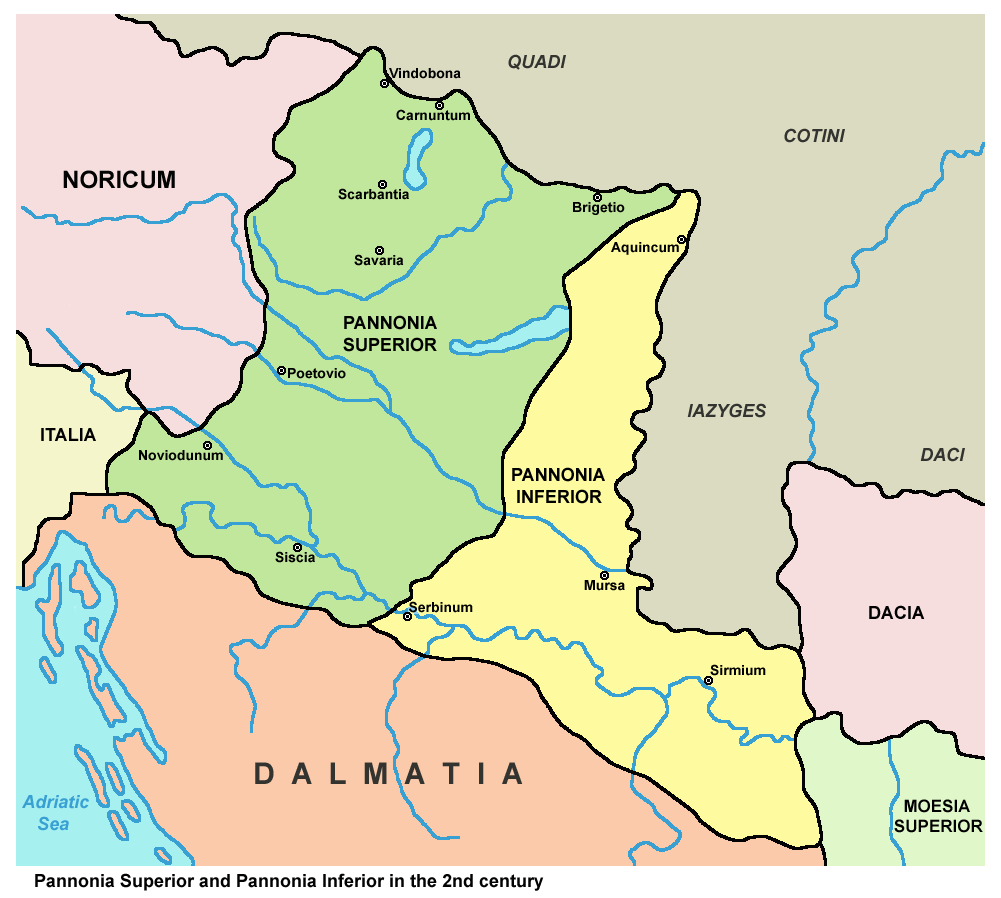
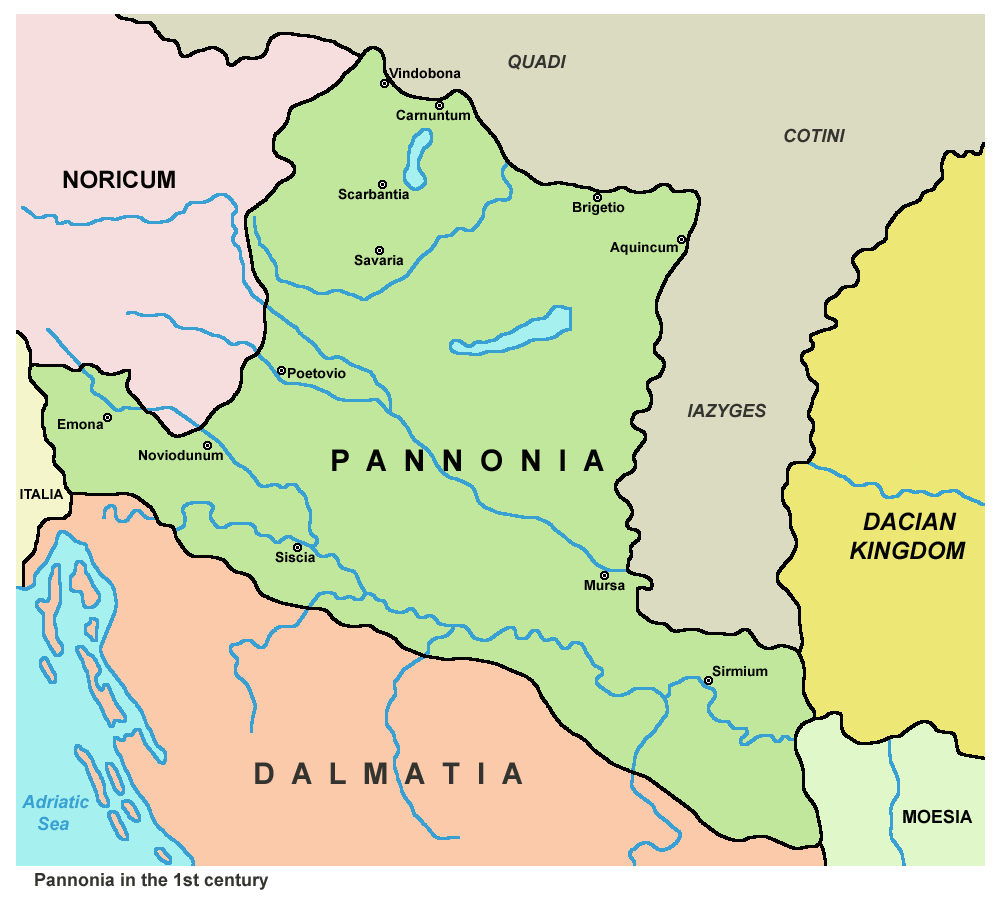
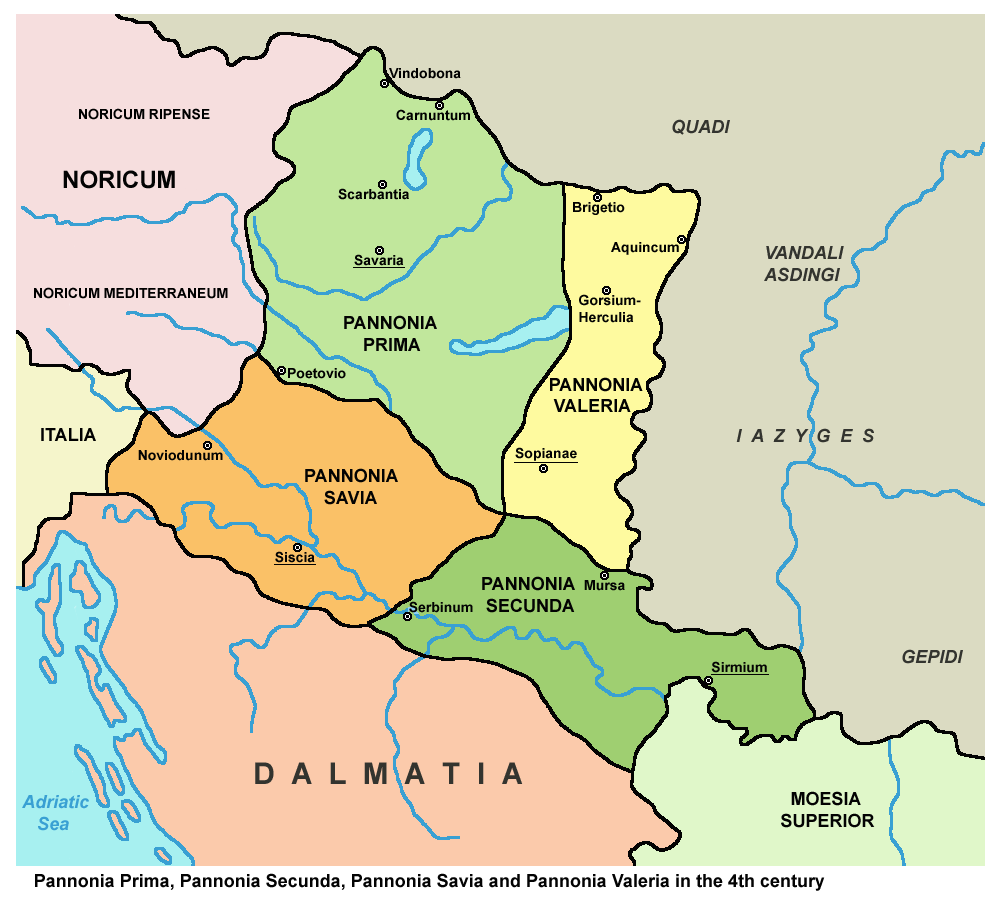